# Hana Mae Lee
Hana Mae Lee (Califórnia, 28 de setembro 1988) é uma atriz, modelo, comediante e designer de moda americana. Ela é mais conhecida por seu papel na comédia musical de 2012 Pitch Perfect, reprisado na sequência Pitch Perfect 2 (2015). Também possui sua própria linha de roupas, Hanamahn.

## Biografia
Hana, que é de ascendência coreana, nasceu no Sul da Califórnia, e se graduou na Granada Hills Charter High School. Ela tinha 16 anos quando começou a modelar. Já apareceu em campanha para a Honda, Jeep, Apple, Nokia, Sebastian, American Express, HP, Cherry Coke e Midor. Já apareceu nas revistas Time, SOMA, Elle, Teen Vogue,  Nylon, Audrey e KoreAm.
Estudou moda na Faculdade Otis de Arte e Design, em Los Angeles, Califórnia, de onde recebeu seu BFA. Mais tarde foi designer para Harley-Davidson, Juicy Couture e Mossimo.
Em 2011, fez sua estreia como atriz de televisão com uma participação em Mike & Molly, seguida por uma participação em Workaholics. Em 2012, estrelou o filme Pitch Perfect como Lilly Okanakamura, para o qual foi indicada na categoria "Ladrão de Cena" do Teen Choice Awards 2013. Reprisou seu papel na sequência Pitch Perfect 2, lançada em 2015.